# Polis

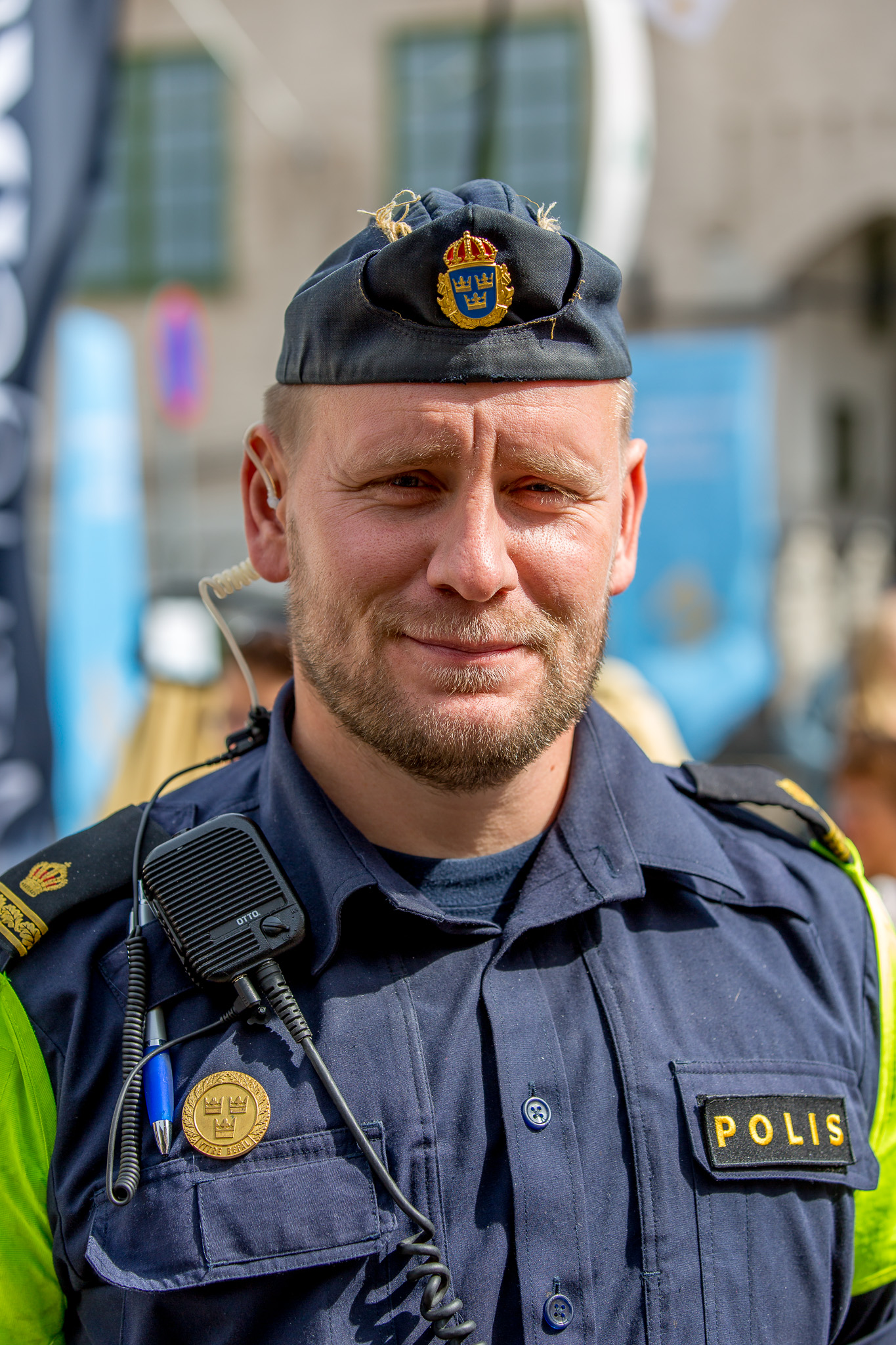
Svensk polis i Almedalen 2014.

Polis eller poliskår är den eller de polisorgan som ansvarar för polisväsendet. Polisväsen är den sammanfattande benämningen på de offentliga myndigheter som har till huvuduppgift att upprätthålla allmän ordning och säkerhet samt bekämpa brott inom en stat. Polisen är den huvudsaklige utövaren av statens inre våldsmonopol, det vill säga den maktutövning – ytterst med dödligt våld – som riktas mot inre fiender, medan försvarsmakten är den som utövar statens våldsmonopol mot yttre fiender.

## Etymologi
Ordet polis  har funnits i svenska språket sedan år 1785 och kommer via franskans police, statsform, politik, polismakt. Från latinets politia civil förvaltning, via antika grekiska adjektivet politikós till politeia, medborgare, stadsförvaltning och pólis, πόλις ['pɔ-] (plural: póleis), som betyder stad, stat. Dess sidobetydelse av "statsgemenskap", exemplifierad i tá politiká ("[medborgarnas] offentliga angelägenheter"), ligger till grund för avledningar som politik och politiker. Fram till mitten av 1800-talet används ordet i England för civil administration, i betydelsen administration av den allmänna ordningen. Den första organisationen som anges i England vad gäller det är den marina polisen, inrättad 1798, för att skydda varor i Londons hamn. Den första dokumenterade polisstaten i den meningen att staten regleras genom en nationell polis är daterat till 1865 i Österrike. Termen polisaktion, i betydelsen militär intervention, eller militärt ingripande som inte riktigt är ett krig, med åtminstone den påstådda avsikten att korrigera laglöshet, användes först 1933. De sammansatta orden polisman och poliskonstapel har i Sverige använts från 1835 respektive 1845. Den del av polisen som har hand om den yttre ordningen kallas ordningspolis.

## Historik

### Antiken
I antikens Grekland användes bland annat statsägda slavar. Aten hade 300 skytiska slavar som stadsvakter. I det romerska riket var det armén som hade ansvar för allmän ordning. I staden Rom fungerade cohortes urbanae som polisstyrka. Augustus införde en vaktkår som kallades Vigiles Urbani. Även Praetoriangardet kunde kallas in för att upprätthålla allmän ordning.

### Västvärlden

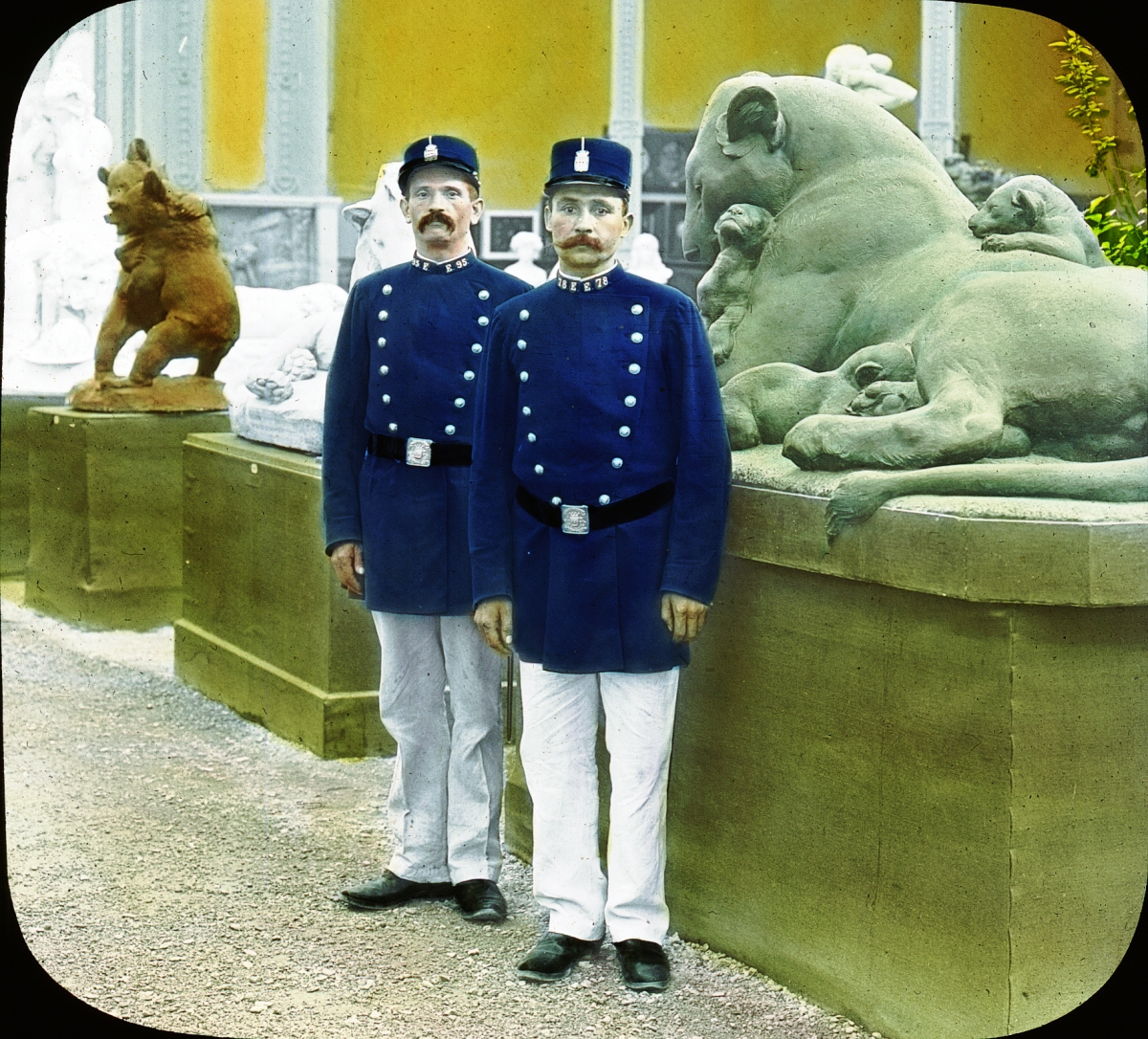
Parispoliser vid världsutställningen 1900.

I Europa finns det två polisiära traditioner. Dels en tradition med en lokalt förankrad, civil polis, som från sitt medeltida ursprung var kommunal, men med tiden allt oftare blev förstatligad. Dels en tradition med en centraliserad, militärt organiserad, statlig polis. Nästan alla utomeuropeiska länder har upptagit en eller bägge av de europeiska traditionerna vid utformningen av sina polisväsenden.
Den första poliskår jämförbar med dagens polis inrättades 1667 under kung Ludvig XIV i Frankrike, även om den moderna polisen brukar spåra sina rötter till 1800-talets inrättande av marinpolisen i London, polisen i Glasgow, och Napoleons poliskår i Paris. Heliga hermandad från mitten av 1500-talet brukar också ses som en av de första poliskårerna. Den första moderna civila polisstyrkan sägs allmänt vara London Metropolitan Police, som inrättades 1829, och som främjat polisens förebyggande roll som ett avskräckande medel mot urbana brott och oordning.
Den första militärt organiserade polisen hade också sitt ursprung i Frankrike, det var maréchaussée, gendarmeriets föregångare. Prévôts des maréchaux, marskalkämbetets fogdar, hade till uppgift att upprätthålla ordning bland de stora skaror civila som alltid medföljde de medeltida arméerna. Under 1300- och 1400-talen utökades deras jurisdiktion till att gälla även grova våldsbrott utanför armén och alla brott som begåtts av återfallsförbrytare. Hela denna organisation med fogdar och väblar kallades Maréchaussée de France och utvecklades till en kunglig landsortspolis. År 1720 ställdes maréchaussée under gendarmeriets, det tunga adelsrytteriets, administration. Vid den franska revolutionen avskaffades maréchaussée för att under Napoleon I återuppstå under namnet Gendarmerie Nationale.
Det franska gendarmeriets paramilitära modell för landsortspolis spreds i Europa under Napoleonkrigen och kom att införas i en lång rad europeiska länder. Först i länder där en napoleonsk samhällsordning hade funnits, som i Belgien, Nederländerna och Italien, sedan även i andra som Österrike-Ungern och dess efterföljarstater, till exempel Österrike och Tjeckoslovakien. Genom det franska kolonialväldet spreds det till stora delar av världen. Modellens globala spridning skedde dock framförallt genom det brittiska imperiet. Royal Irish Constabulary upprättades som en engelsk gendarmeriorganisation för att pacificera en fattig och revoltbenägen inhemsk befolkning. Från Irland spred sig organisationsmodellen till en lång rad brittiska kolonier. Den mest kända av dessa koloniala gendarmerikårer var Northwest Mounted Police, den kanadensiska ridande polisen, föregångare till dagens Royal Canadian Mounted Police.

#### Sverige
Den första svenska organisationen som kan jämföras med en poliskår uppkom under 1700-talet i svenska städer, och kallades för brandvakten. Brandvakter var beväpnade med brandvaktsax (en typ av bygel med nacklås) och hade ansvar för att hålla ordning och varna för bränder. År 1776 utsågs Sveriges första polismästare, Henric von Sivers (adlad Liljensparre), av kung Gustav III. Polismästare Henric var däremot inte chef för en polisorganisation jämförbar med dagens, utan han var främst överordnad dåtidens separationsvakter och stadsvakter. I samband med 1800-talets drastiska ökning av politiska demonstrationer började behovet av en ny polisorganisation synas, och på 1850-talet inrättades det ordningspoliser. Ordningspolisen återfanns främst i Stockholm vid tiden, där de var uppdelade i olika vaktdistrikt. Detta var första gången som "polis" eller "poliskonstapel" blev en självständig yrkesgrupp i Sverige. Den nya polisorganisationen som så småningom spred sig till flera av Sveriges större städer leddes av städernas polismästare, stadsfiskaler eller borgmästare. På landsbygden var det fjärdingsmännen som fick agera polis. Fjärdingsmän skulle enligt 1850 års lag finnas i varje socken, och deras arbete liknade dagens områdespolis (närpolis). Ända fram till 1954 kallades landsbygdspolisen för fjärdingsmän, då det ersattes till poliskonstapel. Efter skotten i Ådalen år 1931 beslutades det på riksnivå inrätta en statlig polis. Statspolisen, som den vid tiden kallades, var organiserad i ett tjugotal svenska städer, och hade till uppgift att understödja den lokala polisen. Därefter har det svenska polisväsendet varit utsatt för flera omfattande omorganisationer. Först åren 1962 och 1964 när det beslutades att det bara skulle finnas en statligt styrd polismyndighet, sedan år 1999 när det beslutades att dela upp polismyndigheten i 21 länspolismyndigheter, för att sedan år 2015 ombilda länspolismyndigheterna, rikspolisstyrelsen och Statens kriminaltekniska laboratorium (idag NFC), till en statlig myndighet.

## Verksamhet

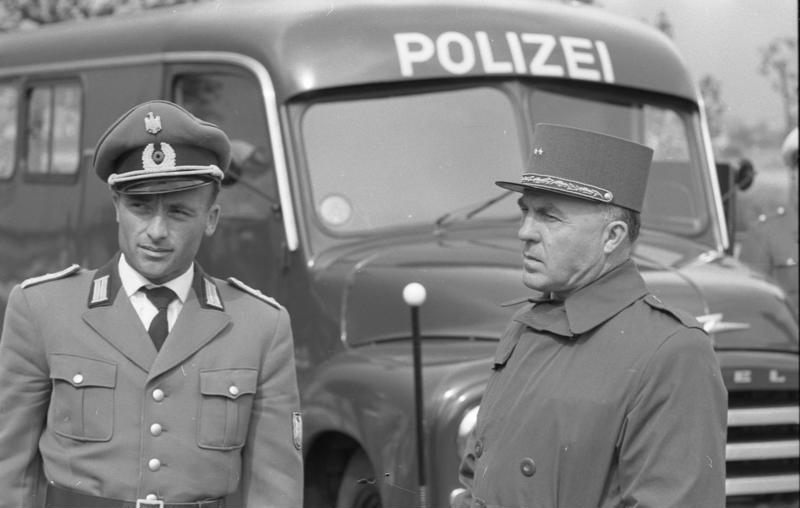
Västtysk polis och fransk officer, 1959.

Polisen är det instrument med vilket staten ser till att de stiftade lagarna efterlevs. Polisen är ett organ, oftast för den verkställande makten, som har befogenhet att upprätthålla lagen och den offentliga och sociala ordningen genom laglig våldsanvändning. Befogenheterna bestäms av det juridiska eller geografiska ansvarsområdet ifråga. 
Verksamheten är förebyggande, ett exempel är ”närpolisen” i en kommun eller stad, vars uppgift är att vara nära och ge en ökad säkerhet i det lokala polisdistriktet, genom sin bättre kunskap om orten där man utför sina olika uppgifter. Den kan vara undersökande, såsom att biträda åklagare eller åklagarmyndighet i att lagföra brott, eller övervakande för att garantera att lagar och bestämmelser efterlevs, till exempel trafikpolis och utredande polis för att förhindra ekonomisk brottslighet.
I de flesta västerländska rättssystem är den viktigaste rollen för polisväsendet att förebygga och utreda brott mot personer eller sådana som påverkar den allmänna ordningen och att gripa misstänkta och informera de behöriga myndigheterna.
Brottsbekämpning har emellertid bara utgjort en liten del av den polisiära verksamheten. Polisarbete har inneburit en rad aktiviteter i olika sammanhang. Polis har ofta en larmtjänst som ger trygghet på allmänna vägar samt i nödsituationer, katastrofer och i situationer för eftersök och räddning.
För att kunna reagera snabbt på akuta situationer, samordnar polisen sin verksamhet med räddningstjänst och ambulans. I många länder använder alla ett enda larmnummer vilket gör att polis, räddningstjänst eller akutsjukvården kan agera samordnat i nödsituationer. 
Polisen ansvarar också för rapportering av mindre överträdelser, och att utreda stämningar vilka ofta slutar med betalning av böter, vanligtvis för trafiköverträdelser. Polisen ansvarar för att upprätthålla lag och allmän ordning, det kan innebära att ta hand om störande och till exempel överförfriskade personer tills de återhämtat sig från effekterna av alkohol.

## Typer av poliskårer
Vissa poliskårer, bland annat gendarmeri och militärpolis, är en del av statens militär.
Religionspolis förekommer i bland annat Saudiarabien, Iran och Aceh. Denna polis upprätthåller sharialagar för samlevnad, alkohol, livsmedel, massmedier och bönestunder.[källa behövs]
En säkerhetspolis skyddar staten mot hot mot rikets säkerhet, medan en hemlig polis utvidgar det uppdraget till att hindra politisk opposition.[källa behövs]
Titeln sheriff förekommer i engelskspråkiga länder, med skiftande betydelser. I USA är sheriffer tillsatta av countyt. Ofta genom allmänna val. [källa behövs]

## Utbildning och organisation
Poliskårer med militärt ursprung har i allmänhet behållit militärens titlar och insignier. Icke-militära poliskårer, bland annat svenska polisen, är organiserade som statliga myndigheter. Ett polisdistrikt leds vanligen av en poliskommissarie, med en polismästare som chef för regionen eller landet.[källa behövs]
I Sverige bedrivs polisutbildning sedan 1 januari 2015 på uppdrag av Polismyndigheten vid fem lärosäten: Södertörns högskola, Linnéuniversitetet i Växjö, Umeå universitet, Borås högskola samt Malmö universitet. Från och med höstterminen 2015 ger polisutbildningen i Umeå även högskoleexamen.

## Befogenheter och reglering
Olika lagrum reglerar polisers befogenheter att i särskilda situationer använda våld, exempelvis om polisen bemöts med våld eller om någon försöker undkomma.  Polisen kan under vissa omständigheter utföra bland annat gripande, kroppsvisitation. Vissa sorters undersökningar, som husrannsakan, kräver en anledning för att anta att det har skett ett brott.
En polis som är misstänkt för tjänstefel, annat brott, eller interna regler, kan bli föremål för en internutredning. Detta gäller oavsett om brottet begåtts i tjänsten eller på fritiden. Dessa sköts av Avdelningen för Särskilda Utredningar, som är de enda som har befogenhet att utreda brott där polisanställda är anmälda. För att garantera deras obereoende är de därför en egen avdelning inom polisen vars chef utses direkt av regeringen, och vars lokaler ligger avskilt från resten av organisationen.

## Utrustning
Polisers utrustning varierar mellan olika länder och kårer.[källa behövs]

### Insignier
Poliser har vanligen polislegitimation som bevis på sitt ämbete. Polislegitimationen kan utgöras av, eller kompletteras med, en polisbricka som bärs på kläderna. Poliser på patrull har polisuniform, medan kriminalpoliser vanligen är civilklädda. Vissa poliskårer har en särskild högtidsuniform för ceremonier.[källa behövs]

### Vapen och skyddsutrustning
Polisen brukar ha särskilda rättigheter att bära vapen. Dessutom kan polisen använda mindre dödliga vapen och närstridsvapen, som tårgas, gummikulor, elchockpistoler och batonger. Poliser har hårda restriktioner för att skjuta skarpt, men i bland annat Brasilien och Sydafrika har polisen större möjligheter till att öppna eld. Bland polisens skyddsutrustning används skyddsvästar och kravallsköldar.[källa behövs]

### Sambandstjänst
Polisradio används av polis och andra myndigheter för utryckningar. Radiotrafiken är i många fall offentlig. Visselpipor används också.[källa behövs]

### Polisfordon

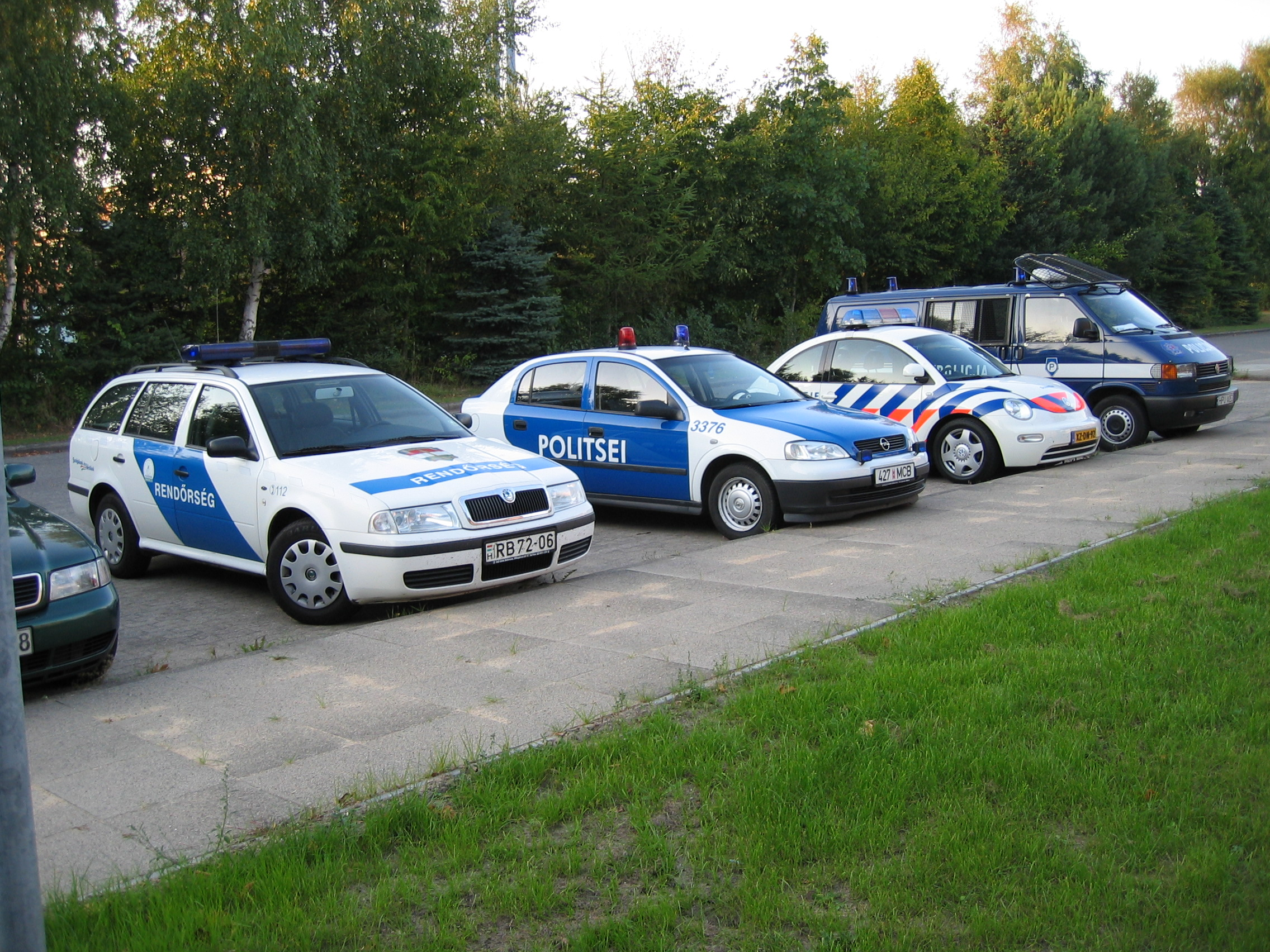
Uppställda polisbilar från Ungern, Estland, Nederländerna och Polen, 2003.

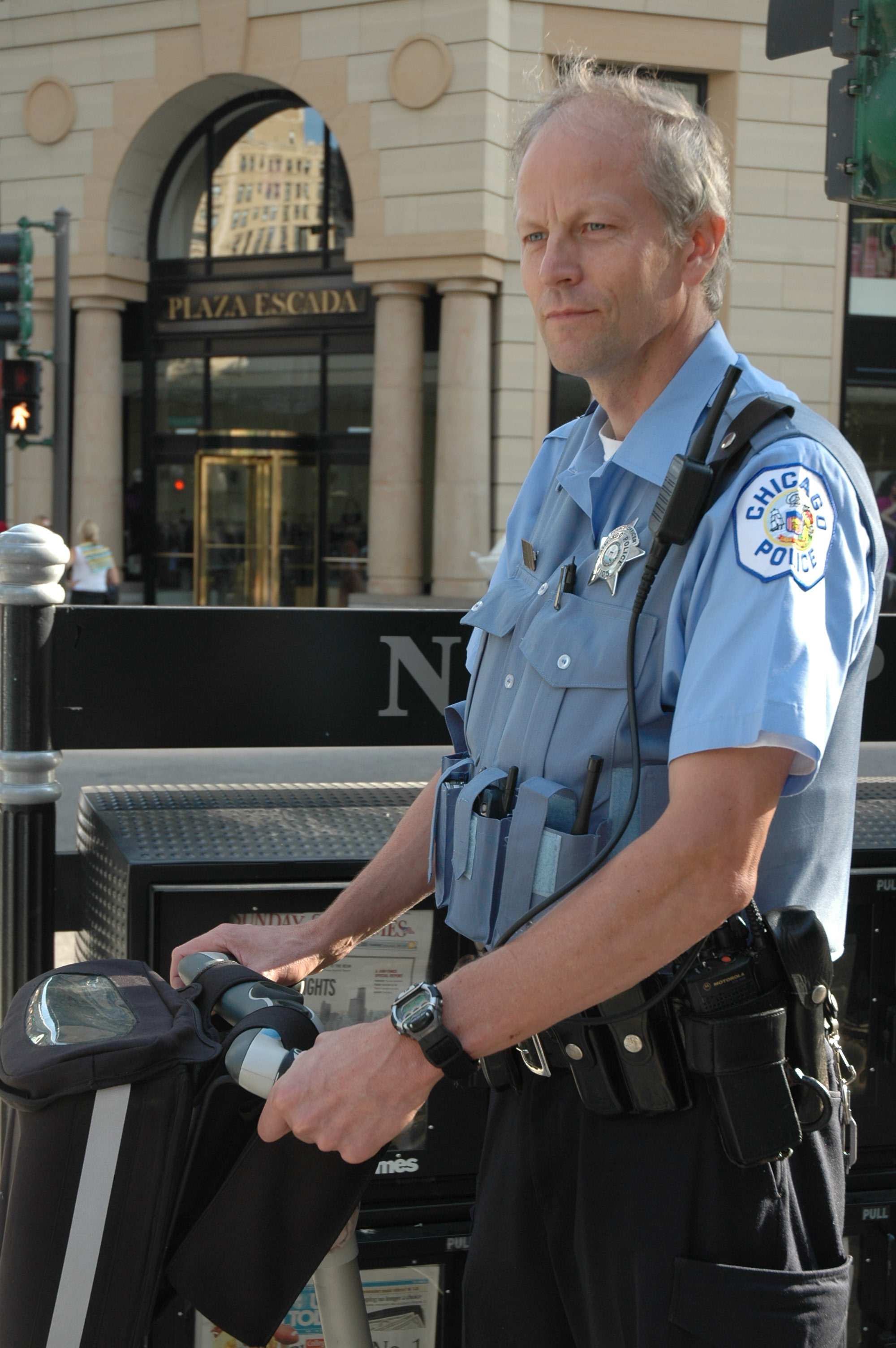
Amerikansk polis med ståhjuling.

Polisen i industrialiserade länder använder framför allt polisbilar. Polisbilar är oftast av kombimodell, men även stadsjeepar och minibussar är vanliga. Andra farkoster är polismotorcyklar, cyklar, polishelikoptrar, polishästar och polisbåtar. Även ståhjulingar har kommit till användning inom flera länders poliskårer som ett transportalternativ för patrullerande gatupoliser. Det finns också fordon anpassade för fångtransport och kravallbekämpning.
Polisfordon är ofta tydligt markerade, i många länder traditionellt märkta med nyanser av blått och vitt med texten 'polis' och polisvapnet tryckt synligt runt om, samt med synliga varningsljus. Det förekommer även omärkta fordon med gömd polisutrustning och varningsljus, så kallade civilt polisfordon, ämnade att se ut som civilfordon för spaningsändamål.[källa behövs]

## Uttryck
Det finns många språkliga begrepp med koppling till poliser eller polisväsendet. Särskilt har vardagsspråket och de kriminellas språk bidragit med många ord, som finka (arrestlokal), aina, snut och byling.

## Polisen i sociala medier
Polisen vill dela brottsförebyggande information och tips för att minska brottsligheten. Genom att berätta om polisens arbete vill polisen bidra till ökad trygghet. Sociala medier kan också användas för att Polisen ska nå ut och få in tips och vittnesuppgifter för att kunna lösa ett specifikt brott. Polisen utvecklar närvaron i sociala medier och finns både nationellt och lokalt. 

## Polisens uppgifter i krig
Polismyndigheten är en beredskapsmyndighet, vilket innebär att de ska ha en god förmåga att hantera fredstida kriser och ytterst ett läge med krig. Polismyndigheten ska vid händelse av höjd beredskap och krig kunna fortsätta med sitt samhällsviktiga grunduppdrag. Dessutom ska Polismyndigheten, liksom alla andra bevakningsansvariga myndigheter, bidra till Försvarsmaktens operativa förmåga.
Polisens långsiktiga mål inkluderar att förebygga, ingripa mot och utreda brott för att öka tryggheten och minska brottsligheten, vilket gäller även vid höjd beredskap och krig.
Som medarbetare på Polismyndigheten är man skyldig att tjänstgöra under höjd beredskap och krig.Utgångspunkten är att medarbetare ska bli placerade där de jobbar till vardags och utföra samma arbetsuppgifter som till vardags eftersom det är där de anses göra bäst nytta.

## Källhänvisningar
1. ↑  Svensk etymologisk ordbok, Hellquist Elof, LiberLäromedel/Gleerup 1980, ISBN 91-40-01978-0
2. ↑  Etymonline, uppslagsord polis
3. ↑   Nationalencyklopedins ordbok. Språkdata, Göteborg, och bokförlaget Bra böcker AB. 1996. ISBN 91-7119-968-3
4. ↑  Svenska Akademiens ordbok: ordningspolis
5. ↑  ”Polisen i Sverige växer fram”. Polismuseet. 23 juni 2022. https://polismuseet.se/veta-mer/polishistoria/polisen-i-sverige-vaxer-fram/. Läst 30 september 2022.
6. ↑  ”Polisutbildningen i Umeå ger högskoleexamen”. Umeå universitet. 25 juni 2015. Arkiverad från originalet den 28 juni 2015. https://web.archive.org/web/20150628213753/http://www.umu.se/om-universitetet/pressinformation/pressmeddelanden/nyhetsvisning//polisutbildningen-i-umea-ger-hogskoleexamen.cid253980. Läst 26 november 2015.
7. ↑  https://polisen.se/Om-polisen/Sa-arbetar-Polisen/Polisens-befogenheter/
8. ↑  ”Arkiverade kopian”. Arkiverad från originalet den 29 november 2015. https://archive.is/20151129173308/http://www.lag24.se/a/husrannsakan. Läst 29 november 2015.
9. ↑  Creator. ”Särskilda utredningar | Polismyndigheten”. polisen.se. https://polisen.se/link/23f2208f68cf4bf3b0c646c977b9e9e6. Läst 25 februari 2019.
10. ↑  Baas, David (2006-08-11): "Aina ska locka förortskidsen". Arkiverad 2 april 2012 hämtat från the Wayback Machine. Metro.se. Läst 2012-10-09. Not: Ordet kommer från det turkiska slangordet aynasiz.
11. ↑  ”Beredskapsplanering inom Polismyndigheten | Polismyndigheten”. polisen.se. https://polisen.se/om-polisen/polisens-arbete/beredskapsplanering-inom-polismyndigheten/. Läst 17 januari 2025.
12. ↑  ”Uppdrag och mål | Polismyndigheten”. polisen.se. https://polisen.se/om-polisen/uppdrag-och-mal/. Läst 17 januari 2025.
13. ↑  ”Krigsplacering | Polismyndigheten”. polisen.se. https://polisen.se/jobb-och-utbildning/polisen-som-arbetsplats/krigsplacering/. Läst 17 januari 2025.